# Kommission für Alte Geschichte und Epigraphik

Logo des Deutschen Archäologischen Institutes

Die Kommission für Alte Geschichte und Epigraphik (AEK) mit Sitz in München ist eine altertumswissenschaftliche Forschungseinrichtung, die zum Deutschen Archäologischen Institut (DAI) gehört. Die AEK gilt als die wichtigste Forschungsstätte für Alte Geschichte in Deutschland. Die Kommission besteht aus mehreren dauerhaft oder befristet beschäftigten Wissenschaftlern sowie einem Beirat, dessen Mitglieder durch Zuwahl bestimmt werden.

## Geschichte
Die althistorische und epigraphische Kommission (AEK) wurde 1951 unter maßgeblicher Beteiligung von Althistorikern der Universität München als zunächst privater Verein gegründet. Erster Vorsitzender (bis 1957) war der Münchener Lehrstuhlinhaber Alexander Schenk Graf von Stauffenberg, Assistent zunächst Hermann Bengtson, ab 1952 Robert Werner. Als Vorsitzende folgten Hans Schaefer (1957–1959) und Helmut Berve (1960–1967).
1967 wurde die Kommission dann dem Deutschen Archäologischen Institut angegliedert und erhielt ein Direktorium. Nachfolger Berves war Edmund Buchner (1969–1979), dem Michael Wörrle (1979–2004) folgte. Seit 2004 ist Christof Schuler Erster Direktor der Kommission.

## Forschungsgebiet und Aufgaben
Forschungsgebiet der Kommission ist die Alte Geschichte, gerade auch in ihrem Zusammenhang mit der Archäologie, insbesondere in Hinblick auf epigraphische, numismatische und papyrologische Quellen. Aktuelle Forschungsprojekte sind unter anderem die Geschichte der griechischen Poleis in hellenistischer Zeit, ein Corpus der Urkunden der römischen Herrschaft sowie Editionsprojekte für spanische und kleinasiatische Inschriften und Münzen.
Die AEK wird von einem Ersten Direktor geleitet (derzeit Christof Schuler); daneben sind an ihr ein Zweiter Direktor (derzeit Sophia Bönisch-Meyer) und mehrere weitere Wissenschaftler beschäftigt. Zur Kommission gehört zudem ein Beirat, der sich aus neun besonders angesehenen deutschsprachigen Althistorikern zusammensetzt, die anfangs auf unbestimmte Zeit gewählt wurden, inzwischen für jeweils fünf Jahre; eine einmalige Wiederwahl ist möglich. 
Die Kommission gibt die international renommierte Fachzeitschrift Chiron und die angesehene Schriftenreihe Vestigia heraus. Die Mitglieder des Beirats fungieren hierbei zumeist als Erstgutachter. Wichtig sind zudem auch die zumeist jährlich von der Kommission veranstalteten „Fachwissenschaftlichen Kurse“, die sich an jüngere Althistoriker (Doktoranden und Habilitanden) richten, von ausgewiesenen Experten in einem bestimmten Gebiet abgehalten werden und zudem traditionell eine wichtige Rolle beim Knüpfen von Kontakten innerhalb des Faches spielen. Ferner vergibt die AEK Förderstipendien an Nachwuchsforscher.
Die Räumlichkeiten der AEK befinden sich in der Münchner Amalienstraße; sie verfügt über eine Spezialbibliothek mit über 50.000 Büchern sowie eine große Sammlung von Abklatschen und Münzabgüssen. Als Mitglied des Münchner Zentrums für Antike Welten (MZAW) ist die Kommission eng mit den altertumswissenschaftlichen Forschungsinstituten an der Universität München und außeruniversitären Einrichtungen in München verbunden.

## Mitglieder der Kommission für Alte Geschichte und Epigraphik
Einige Mitglieder des Beirats werden aufgrund ihrer Funktion berufen:
- als Präsidentin des DAI: Friederike Fless
- als Erster Direktor der Kommission: Christof Schuler
- als Zweite Direktorin der Kommission: Sophia Bönisch-Meyer
- als Vertreter des Auswärtigen Amtes: Ralf Beste (Leiter der Abteilung für Kultur und Gesellschaft des Auswärtigen Amtes)

Die übrigen neun Mitglieder der Kommission werden für jeweils fünf Jahre gewählt. Derzeit sind es (Stand Mai 2025):
- Andrea Binsfeld
- Henning Börm
- Peter Eich
- Pierre Fröhlich
- Angela Ganter
- Andrea Jördens (stellvertretende Vorsitzende)
- Sebastian Schmidt-Hofner (Vorsitzender)
- Andreas Victor Walser
- Johannes Wienand